# Dürnberg (Antdorf)
Dürnberg ist ein Gemeindeteil der oberbayerischen Gemeinde Antdorf im Landkreis Weilheim-Schongau. Die Einöde liegt etwa 2,5 Kilometer westlich vom Antdorfer Ortskern.
Bis zum 31. Dezember 1977 gehörte Dürnberg zur Gemeinde Frauenrain, die im Zuge der Gebietsreform in Bayern aufgelöst wurde.
| Jahr | Einwohner | Gebäude (ab 1885 nur Wohngebäude) |
| ---- | --------- | --------------------------------- |
| 1861 | 3         | 1                                 |
| 1871 | 7         | 2                                 |
| 1885 | 6         | 1                                 |
| 1900 | 4         | 1                                 |
| 1925 | 5         | 1                                 |
| 1950 | 8         | 1                                 |
| 1970 | 7         |                                   |
| 1987 | 7         | 1                                 |